# Långviken (Holmöns socken, Västerbotten, 707902-175065)
Långviken är en sjö i Umeå kommun i Västerbotten och ingår i Dalkarlsån-Sävaråns kustområde. Långviken ligger i Holmöarna Natura 2000-område.